# Gladys Silo Steane
Gladys Silo Steane est une personnalité camerounaise anglophone, épouse du Chief Endeley au Cameroun.

## Biographie

### Enfance, éducation et débuts
Gladys Silo Steane est d'ethnie Bakweri. Elle a des origines mixtes. Elle commence sa carrière comme accountant clerk à la Cameroon Development Corporation (CDC).

### Carrière
Elle est une membre proéminente de l'élite politique féminine du Cameroun avant la réunification,.
Le 5 janvier 1979, elle participe à la cérémonie de remise des vœux de Nouvel An à la Première dame Germaine Ahidjo en présence de Jeanne-Irène Biya.
En 1995, elle est la première maire de la ville de Buéa,,. Derrière Delphine Zanga Tsogo, elle a été vice-présidente de l'organisation des femmes de l'Union nationale camerounaise (UNC/OFUNC), puis est membre du Rassemblement démocratique du peuple camerounais (RDPC),,,.
Elle est candidate pour representer des entreprises au Cameroun lors de visite de partenaires d'affaires au Cameroun.
Gladys Silo Steane est mariée au Chief Endeley en 1953,,.
Avec son mari, le roi, elle participe à des œuvres philanthropiques de constructions de bâtiments scolaires pour les filles dans les environs de Buéa. Ils ont 5 garcons et une fille,.
Elle est la tante du docteur Gladys Ejomi et la belle soeur d'Emmanuel Mbela Lifafe Endeley.
Elle meurt en mars 2010,.

### Biographie
- (en) Jacqueline-Bethel Tchouta Mougoué, Gender, Separatist Politics, and Embodied Nationalism in Cameroon, University of Michigan Press, 2019 (ISBN 978-0-472-05413-8, lire en ligne)